# Ослунд, Андерс
А́ндерс О́слунд (швед. Anders Åslund, швед. произношение [andəʂ oːslʉnd]; р. 17 февраля 1952 года) — шведский экономист и дипломат. Специалист по экономике Восточной Европы, в особенности России и Украины. Доктор философии (1982), профессор.
Адъюнкт-профессор Джорджтаунского университета (США), действительный член Атлантического совета (США), до этого старший научный сотрудник Петерсоновского института международной экономики (США; 2006—2015), в 1994—2005 гг. работал в Фонде Карнеги, а в 1989—1994 гг. — профессор и директор-основатель Стокгольмского института переходной экономики Стокгольмской школы экономики.
Регулярно выступает устно и письменно с критикой России (см. раздел «Библиография» ).

## Биография
Окончил Стокгольмский ун-т (бакалавр искусств). Степень магистра экономики получил в Стокгольмской школе экономики. Степень д-ра философии получил в 1982 году в Оксфорде.
Находился на дипломатической работе в Кувейте, Женеве, Польше, Москве, в последней работал в шведском посольстве в 1984—1987 гг.
В 1989—1994 гг. профессор и директор-основатель Стокгольмского института переходной экономики Стокгольмской школы экономики. В 1994—2005 гг. в Фонде Карнеги — до 2003 г. ведущий научный сотрудник, а затем директор российской и евразийской программы.
- В 1991—1994 гг. работал совместно с Джеффри Саксом советником премьер-министра Егора Гайдара.
- В 1994—1997 гг. экономический советник президента Украины Леонида Кучмы при разных правительствах[5].
- В 1998—2004 гг. консультировал президента Киргизии Аскара Акаева, который был свергнут в результате Тюльпановой революции[6].

В 2006—2015 гг. старший научный сотрудник Петерсоновского института международной экономики (США).
Ныне старший действительный член-резидент Евразийского центра Атлантического совета (США).
Он также работал в Институте Кеннана (США) и Брукингском ин-те (США).
Сопредседатель Попечительского совета Киевской школы экономики в 2003—2012 гг. и председатель Консультативного совета Центра социальных и экономических исследований (CASE, Варшава) и Совета международных советников Института переходного периода Банка Финляндии.
C 2016 года независимый член наблюдательного совета украинского банка «Кредит Днепр», подконтрольного украинскому миллиардеру Виктору Пинчуку. С 2018 года независимый член наблюдательного совета украинских железных дорог (Укрзализныця).
Старший советник Канадско-украинской торговой палаты (CUCC).
Помимо родного шведского он владеет английским, немецким, французским, русским и польским языками.
Выступал на страницах Foreign Affairs, Foreign Policy, The National Interest, American Interest, The New York Times, The Washington Post, The Financial Times и The Wall Street Journal.
Член РАЕН. Почётный профессор Киргизского национального университета.
Награждён Золотым знаком ордена Заслуг перед ПНР (июль 1991), 4 степенью Креста Признания Латвии (4.5.2013). Лауреат Леонтьевской премии (СПб., 2008).

## Высказывания
О России
Ослунд заявлял, что именно Россия развязала войну в Грузии и что её следует выгнать из Большой восьмёрки. В 2004 году он считал, что «дни Путина сочтены». В 2009 году заявил о слабости России и её невозможности влиять на Украину, однако уже в 2014 году — о «железных объятиях России». В феврале 2010 года он объявлял о смерти путинской модели. Таможенный союз он называет «нео-империалистическим проектом» Путина.
Россию контролирует маленькая группа из Питера (2005)
Ослунд упорно агитировал за либеральные рыночные экономические реформы и демократию в России. Он утверждал, что Россия рано или поздно станет нормальной демократией. Также критиковал экономическую политику президента Путина и считал ее неустойчивой в долгосрочной перспективе. Его критика часто сосредотачивалась на неэффективности и плохом управлении компанией Газпром. В 2019 году подписал «Открытое письмо против политических репрессий в России».
Об Украине
В 2005 году Ослунд приветствовал отставку Юлии Тимошенко, полагая, что она «дискредитировала украинскую власть», однако позже он изменил своё мнение.
В 2013 году Ослунд объявил о своей поддержке евроинтеграции Украины, хотя в 2007 году и называл членство в ЕС «погоней за ветряными мельницами». Он полагал, что Украине следует принять условия МВФ, а режим Януковича, опорой которого, согласно Ослунду, являются два олигархических клана Ахметова и Фирташа, обвинял в воровстве и популизме.
В 2018 г. высказал мнение, что украинские чиновники не заинтересованы в борьбе с коррупцией, потому что контролируют экономику и получают от этого прибыль: «Потому что они заинтересованы в коррупции, они с нее живут. Генпрокурор Юрий Луценко, наверно, получает много денег за то, что не борется с коррупцией. Если бы он боролся с коррупцией, он бы ничего не зарабатывал, кроме своей небольшой зарплаты». Однако через несколько часов Ослунд отказался от своих высказываний о Генпрокуроре Юрии Луценко.
О Белоруссии
Ослунд предсказывал Белоруссии дефолт в 2011 году, он называл Беларусь «последней советской экономикой в Европе» и критиковал повышение зарплаты в стране.